# Ypsilorchis fissipetala
Ypsilorchis fissipetala là một loài thực vật có hoa trong họ Lan. Loài này được (Finet) Z.J.Liu, S.C.Chen & L.J.Chen mô tả khoa học đầu tiên năm 2008.